# Tigerair Taiwan
Tigerair Taiwan (chinesisch 臺灣虎航, Pinyin Táiwān Hǔháng) ist eine taiwanische Billigfluggesellschaft mit Sitz in Taipeh und Basis auf dem Flughafen Taiwan Taoyuan.

## Geschichte
Als letzter bedeutender asiatischer Markt verfügte Taiwan nicht über eine Billigfluggesellschaft. Anfang 2013 bekundeten China Airlines und TransAsia Airways daran Interesse, und im Dezember 2013 gründete China Airlines ein Joint Venture mit Tigerair Singapur.
Der Erstflug führte am 26. September 2014 vom Flughafen Taiwan Taoyuan zum Flughafen Singapur.

## Flugziele
Tigerair Taiwan konzentriert sich auf Ziele in Südost- und Ostasien.

## Flotte
Mit Stand März 2023 besteht die Flotte der Tigerair Taiwan aus 14 Flugzeugen mit einem Durchschnittsalter von 5,9 Jahren:
| Flugzeugtyp     | Anzahl | bestellt | Anmerkungen                     |
| --------------- | ------ | -------- | ------------------------------- |
| Airbus A320-200 | 10     | –        | neun mit Sharklets ausgestattet |
| Airbus A320neo  | 04     | –        |                                 |